# مسقط (عمان)
مَسْقَط() هي عاصمة سلطنة عمان، ومقر الحكومة. وفقا للمركز الوطني للإحصاء والمعلومات (NCSI) فقد بلغ عدد سكان محافظة مسقط 1,560,000 شخصاً اعتبارا من سبتمبر عام 2015. تصل مساحة منطقة العاصمة إلى حوالي 3,500 كـم2 (1,400 ميل2)
عرفت المدينة منذ أوائل القرن الميلادي الأول كمنفذ تجاري مهم بين الغرب والشرق، وحكمت مسقط طوال تاريخها قبائل محلية عدة وفي فترات تاريخية وقعت تحت سيطرة بعض القوى الخارجية كالفرس والبرتغاليين. وحين أصبحت قوة عسكرية إقليمية في القرن ال18 أثرت مسقط بشكل معتبر في شرق أفريقيا انطلاقا من زنجبار. ساهمت مكانة مسقط كميناء في خليج عمان في جذب التجار الأجانب والمستوطنين مثل الفرس والبلوش. منذ تولي قابوس بن سعيد الحكم سلطانا على عمان في عام 1970 شهدت مسقط تطويرا سريعا للبنية التحتية مما أدى إلى نمو اقتصادي نابض بالحياة لمجتمع متعدد الأعراق.
تهيمن جبال الحجر الشرقي الصخرية على صورة مدينة مسقط، هذه المدينة التي تطل على بحر عمان، والقريبة نسبيا من مضيق هرمز. المباني البيضاء ذات الطابع التقليدي هي صفة لمعظم المشهد الحضري لمسقط، في حين تشكل مدينة مطرح مع الكورنيش والميناء محيطها الشمالي الشرقي. يهيمن على اقتصاد مسقط التجارة والصناعة البترولية.

## أصول التسمية

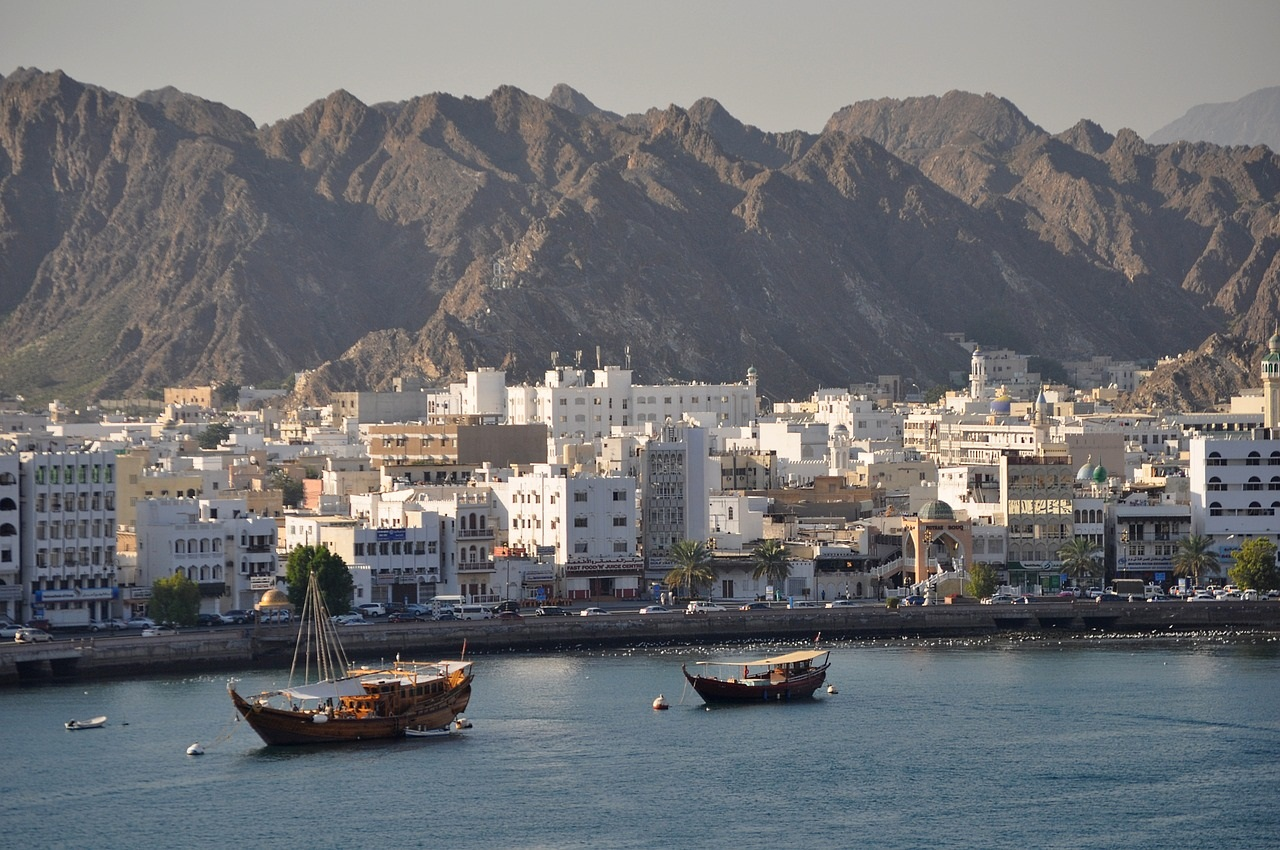
مسقط محاطة بالجبال

تتباين الآراء في تسمية “مسقط” بهذا الاسم؛ فالبعض يذكر (سُمِّيت مسقط لأنها ساقطة بين الجبال)، وقيل (سُمِّيت مسقط بهذا الاسم نسبة لسقوط الأودية فيها)، كما يرجع ابن المجاور في كتاب (تاريخ المستبصر) أصل كلمة مسقط إلى “مسكت” ويقال بأنه لما وصلها الصحابة سكت كل من كان فيها فسميت “مسكت” ثم مع مرور الزمن حرفت إلى مسقط.

## التاريخ
المدينة تقع على بحر عمان، وهي تربط بين «المجال العربي والمجال الإيراني»، كما أنها تفصل بين الخليج العربي شمالاً وبحر العرب جنوبًا، وتقع في منتصف الطريق الذي يربط بين ولاية صور شرق عمان، وصحار في شمال عمان، فقربها من المرافئ والمدن العمانية مثل: صور وصحار ومصيرة ومسندم بحرًا، ونزوى والرستاق برًا؛ بوأها مكانة مرموقة على الصعيد الداخلي، أما على الصعيد العالمي فقد كان لموقع مسقط ميزة وأهمية، فهي تطل على المراكز الهندية؛ الأمر الذي كون علاقة تجارية قوية بين عمان وشبه القارة الهندية، التي أصبحت من أبرز مراكز التجارة العالمية وأهمها بسبب رواج تجارة التوابل والحرير منذ القرن 16م، إذ أنها تقع على رأس الطريق الواصل من بومباي، ويتفرع إلى قسمين: أحدهما إلى الخليج العربي، والثاني إلى البحر الأحمر، وبذلك تهيأت الفرصة لهذا الميناء أن يكون مستودعًا طبيعيًا لتجارة الخليج وشبه الجزيرة العربية.

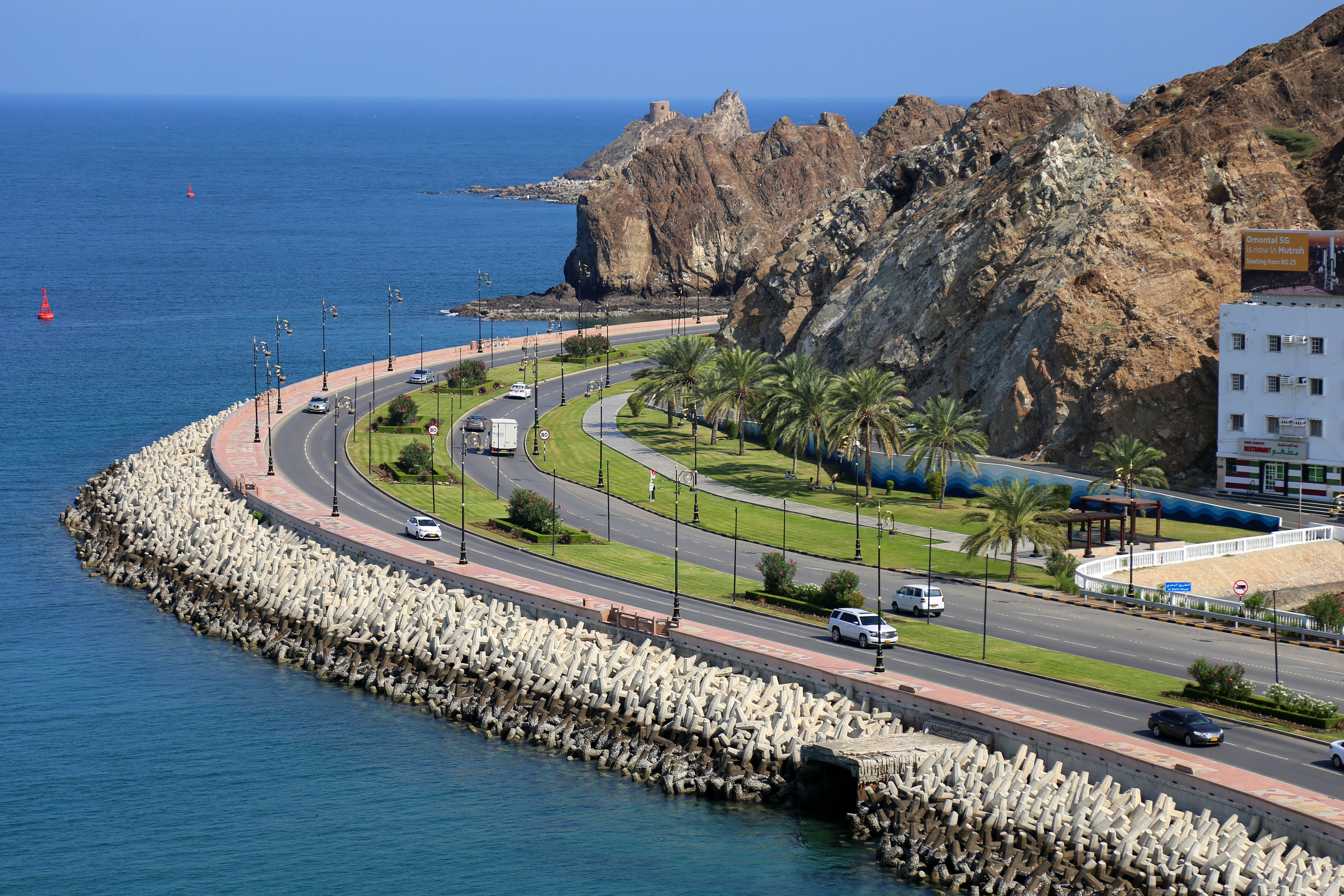
طريق في مسقط

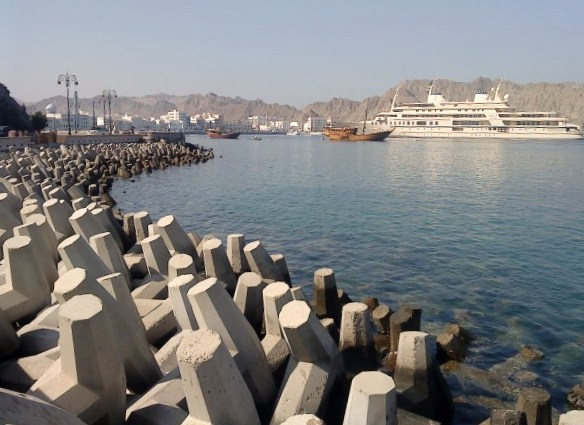
ميناء مسقط

نالت مسقط أهمية وشهرة نتيجة لنشاط العمانيين التجاري؛ فقد عُرف العمانيون بأنهم بحارة وتجار مهرة، كما اكتسبت أهمية كونها مركزًا للشحن والتفريغ؛ فقد كانت السفن تفرغ حمولتها في الميناء ليعاد شحنها على متن سفن أخرى لتحملها إلى موانئ في الخليج وغرب المحيط الهندي، وعُرفت أيضاً بموارد مياهها العذبة، فقصدتها السفن القادمة من الهند والصين للتزود بالماء، وكان الناس ينزلون بها في مواسم الغوص بحثًا عن اللؤلؤ، فقد أشار الدمشقي إلى أنها كانت من أهم مناطق الغوص في الخليج العربي.

### مسقط في الفترة من القرن 7 – 17م
منذ القرن 7م شكلت مسقط معبرًا تجاريًا كبيرًا، وملتقى لتوزيع التجارة ومركزًا لعمليات الشحن البحري. وفي القرن 15م أصبحت مرفأ عمان الأساسي؛ وذلك بعد أن تفوقت على قلهات، فقد ازدادت الشحنات البحرية في ميناء مسقط، وارتادتها السفن التجارية الضخمة التي لم يستوعبها ميناء قلهات خلال فترة الرياح الموسمية، ومع نهاية هذا القرن احتلت مسقط المرتبة الثانية بعد هرمز، وارتفع محصولها من الضرائب إلى 67125أشرفي، وبمجيء البرتغاليين في القرن 16م تحولت غالبية التجارة القادمة من شرق آسيا وجنوبها - التي كانت تمر عبر الشرق الأوسط والخليج العربي- إلى رأس الرجاء الصالح، ولكن احتفظت عدد من الموانئ في الخليج العربي بالأهمية ذاتها. وفي عام 1550م و1581م حاول العثمانيون انتزاع مسقط من أيدي البرتغاليين، ولأهمية هذا الميناء لدى البرتغاليين، فقد صدرت عدة رسومات بيانية له، منها عام 1610م، وأخرى عام 1648م. وفي أوائل القرن 17 نجح العمانيون في توحيد صفوفهم وتمكنوا من طرد البرتغاليين من البلاد وكانت أكثر معاقل البرتغاليين وآخرها سقوطا مدينة مسقط.

### مسقط في القرن 18م
بلغت أنشطة عمان التجارية والملاحية ذروتها في نهاية القرن 18م، فقد كانت مسقط مركزًا تجاريًا من الدرجة الثانية، تأتي إليه البضائع من جنوب غرب آسيا، وشرق إفريقيا، كما ارتبطت تجارة عمان بالمراكز التجارية الرئيسة على المحيط الهندي آنذاك، وهي: كالكتا ومالقة وباتافيا، التي كانت تفد إليها السفن الأوروبية لتحمل البضائع مباشرة إلى المراكز التجارية في أوروبا وأمريكا مثل: لندن وامستردام ونيويورك، كما أصبح ميناء مسقط مرسى للسفن الأوروبية، وذكر تقرير عن الوكالة البريطانية في البصرة أن ميناء مسقط هو الأكثر ثراء وازدهارًا من أي ميناء آخر يقع على الخليج، وتعرضت لاحتلال الفرس مستهدفين نشاطها التجاري وذلك بعد سقوط دولة اليعاربة، ونجح الإمام أحمد بن سعيد حكم:1744- 1775م الذي كان واليًا على صحار من تحويل التجارة إلى بركاء، وحرر مسقط بعد توليه الإمامة.
```
وفي عام 1793م تم نقل العاصمة من الرستاق إلى مسقط.
[
8
]
 وفي العقد الأخير من القرن 18م قُدر إجمالي التجارة المارة عبر ميناء مسقط بحوالي خمسة أثمان، كما احتكر ميناء مسقط تجارة البن؛ حيث يتم تصديره إلى إيران والعراق18،
[
11
]
 وفي عام 1790م ذكر مراقبان بريطانيان «أن مسقط كانت أكثر الموانئ ثراء وازدهارًا عن أي ميناء آخر مطل على الخليج العربي، وأنها مكان لابد أن تزدهر فيه التجارة»
[
11
]
، وكانت تُجرى مختلف المعاملات في سوق مسقط من مقايضة للسلع الكمالية مثل اللؤلؤ، وتوجد بالسوق السلع الرئيسة مثل الحبوب والبن والأسماك والفواكه، وترد إليه البضائع المصنعة في الهند وأهمها المنسوجات القطنية.
[
11
]
```

### مسقط في القرن 19م
زاد نشاط التجارة والملاحة في مسقط خلال الفترة بين عامي 1750 – 1800م؛ مما جعلها تتمتع بمكانة كبيرة في بداية القرن 19م، ومن أسباب هذا النشاط الحماية والمعاملة الجيدة التي قدمها سلطان مسقط للتجار الأجانب، فقد تم تخفيض الرسوم الجمركية من 5,6 بالمئة إلى 5 بالمئة، كما تم توفير الحماية من خطر القراصنة على الطرق البحرية المؤدية إلى الميناء، واحتشد في مسقط التجار والصيارفة وأصحاب السفن والمضاربون من أجناس وأديان متعددة، فوجد فيها الأرمن والفرس واليهود والبانيان والأوروبيين من قوميات متعددة، وفي هذه المدة كانت مسقط مربطا لـ15 سفينة مبنية على الطراز الغربي، وثلاثة مراكب بصاريين، وحوالي 250 مركبا شراعيًا أغلبها ناقلات بضائع كبيرة الحجم، وقد ظهر مرفأ رسو السفن على خريطة فرنسية عام 1778م، يوجد بالقرب من بيت الجمارك، ويُعتقد أن اليعاربة هم من بناه. وفي عام 1800م تم إنشاء الوكالة البريطانية في مسقط.

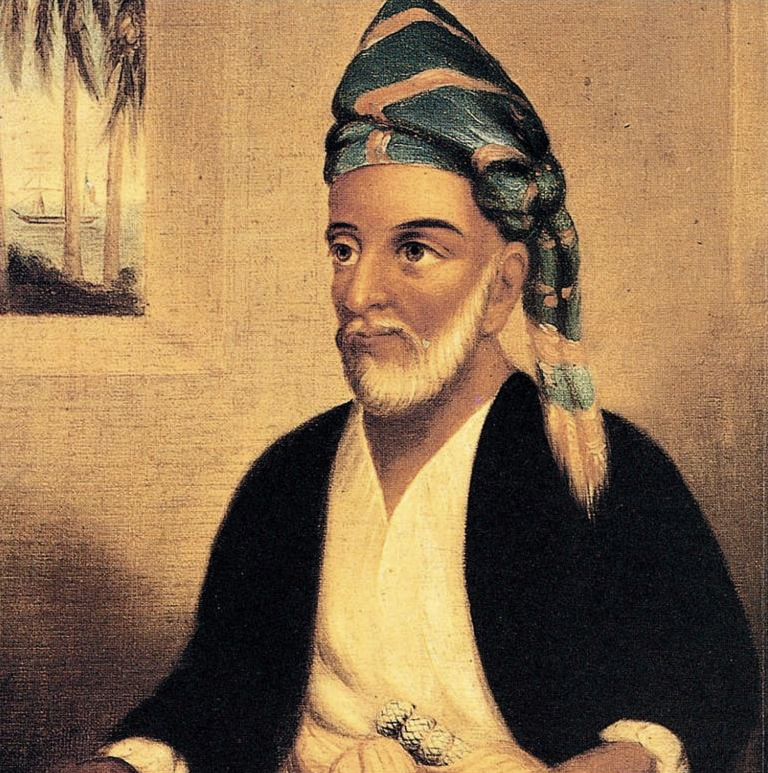
السيد سعيد بن سلطان

في ثلاثينيات القرن 19م كانت مسقط ما تزال تحتفظ بمكانتها، وقد وصفها ويلستد بقوله: «مع أن أرض مسقط جرداء ومظهرها غير واعد؛ فإن للموقع الذي تتمتع به مسقط ميزة، فهو يسيطر على بوابة الخليج العربي، وتعج موانئها بالسفن من موانئ الشرق كافة، وزخم التجارة يجعل شوارعها تنبض بالحياة، ولن تتفوق على مسقط سوى أماكن معدودة في العالم في تمتعها بوفرة ضرورات الحياة، بل وكماليات الحياة وترفها أيضاً»، كما وصفها آخرون بأنها كالصورة المرسومة التي أبدعها فنان.
وظلت مسقط مزدهرة حتى نهاية حكم السيد سعيد بن سلطان حكم: 1804-1856م، ووصف وليستد المدينة في عام 1835م بأن منظرها يبدو رائعًا من البعد مع منازل أنيقة وقصرٍ للإمام، فقد كانت منازل الأغنياء تبنى حول فناء، وتتكون من طابقين إلى ثلاثة، جدرانها من الخيزران وأسقفها مطلية بماء الكلس ومزخرفة برسومات هندسية وأرضيتها مفروشة بالحصر والبسط، في حين أن الفقراء كانت منازلهم خارج السور، وكانت عبارة عن أكواخ من الخيزران، فالمدينة كانت تضم الأثرياء بالإضافة إلى عدد كبير من الفقراء، ففي هذه الفترة عاش حوالي 50000 - 60000 شخص على مقربة من مسقط، ويبلغ عرض أغلب طرق المدينة 10 أقدام، مغطاة بقطع من الحصير لتحميها من أشعة الشمس، وبالنسبة للسوق فقد كان لكل تجارة مكان خاص بها، والمدينة بُنيت حول المرفأ، وهي محاطة بسور من جميع جهاتها- عدا جهة المرفأ- يبلغ ارتفاعه 15 قدما وله بوابتان ويحيط به خندق.
وكان الدور الأساسي لميناء مسقط معظم القرن 19م هو إعادة التصدير، فكان يتم إعادة تصدير الأرز والقطن الذي تم استيراده من الهند، واللؤلؤ من جلفار والبن من اليمن والتبغ والسجاد من إيران، وكذلك تم تصدير الحلوى العمانية وزعانف سمك القرش التي وجدت سوقًا رائجة في الصين، والجلود من بركاء والسمن إلى الموانئ الهندية، والتمور؛ فمرةً كل عام كانت تُبحر ما بين 8 - 10 سفن كبيرة وحوالي 20 سفينة صغيرة إلى جدة، تحمل التمور والبضائع وحجاجًا من الفرس، وبعد شهرين تعود هذه السفن إلى مسقط عبر مخا أو الحديدة، ويقوم الحجاج باستبدال سبائك الذهب بالبن اليمني، ويتم بيع جزء من البن لأهالي مسقط وقبائل المناطق الداخلية من عمان، ويُشحن المتبقي على متن سفن صغيرة إلى البحرين والبصرة وأماكن أخرى في الخليج العربي.
ونتيجة لهذا النشاط التجاري؛ ارتفعت العائدات المالية، فقد كانت ضرائب مسقط في عام 1835م حوالي 105000 من دولارات ماريا تريزا، وفي عام 1840م قُدرت العائدات بـ 610000 من دولارات ماريا تريزا، وكانت العائدات الثابتة تأتي من جمارك مطرح ومسقط وزنجبار والأراضي الملكية ورسوم تجارة العبيد.
ومع هذا الازدهار التجاري في مسقط، إلا إنه وبحلول منتصف القرن 19م شهدت ركودًا اقتصاديًا، ويذكر روبرت لاندن أن فترة حكم السيد سعيد بن سلطان «شهدت بدايات انهيار تجاري بطيء استغرق فترة طويلة، تسارع وقعه إبان الستينات من القرن 19م وزادت حدته كثيرًا بحلول نهاية القرن 19م، لدرجة أن الدولة أصبحت تعاني ركودًا ووهنًا اقتصاديًا»، وفي رأي لاندن أن السبب في ذلك يعود إلى أنه «كان الشغل الشاغل لسعيد هو ازدهار زنجبار؛ مما اسهم في بداية هذا الانحدار»، فبوفاة السيد سعيد بن سلطان عام 1856م انتهى عصر مميز في عُمان، وعانت مسقط ركودًا اقتصاديًا بعد انفصالها عن زنجبار وانقسام الأسرة الحاكمة 37، كما تناقصت الصادرات العمانية، وتم استيراد البضائع من الخارج، فتم جلب القمح من إيران ومن ساحل مكران، واختفت الخيول الأصيلة من البلاد، وتم استيرادها من بلاد نجد، كما تم جلب البغال الهزيلة من بلاد فارس والحمير من البحرين وموريتانيا عوضًا عن الخيول، وظلت التمور والأسماك هي السلع الوحيدة التي يتم تصديرها بكميات كبيرة إلى الهند وأمريكا وأوروبا، فلم يكن التجار وأصحاب السفن بالقوة التي كانوا عليها قبل عام 1800م، فانهارت مكانة مسقط بعد أن كانت مركزًا للتجارة، وكان ظهور السفن البخارية أحد الأسباب الرئيسة لهذا الانهيار.

## الثقافة والمواقع الأثرية

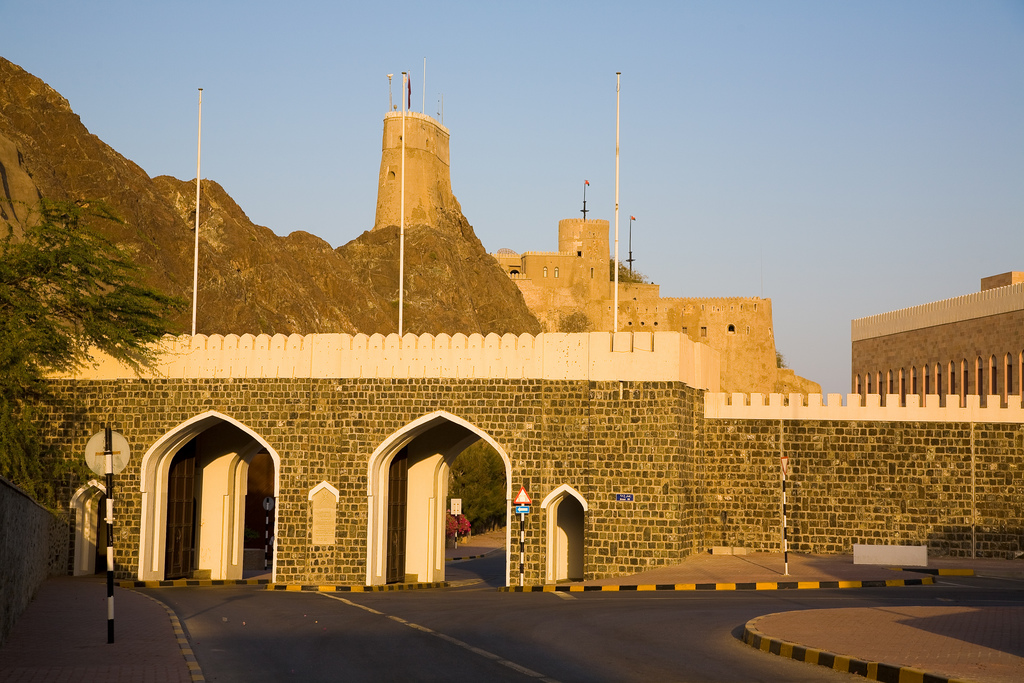
قلعة الميراني، مسقط، عمان

تتميز سلطنة عُمان عموما ومسقط خصوصا بثقافة وبتراث وموروثات غنية وعريقة. ويتجلى ذلك من خلال الأزياء العمانية الخاصة والفنون التقليدية والعادات والتقاليد التي يعتز بها العمانيون، إضافة إلى سباقات الهجن وسباقات الخيل ومناطحة الثيران وغيرها. كما تتميز عُمان بمواقعها الأثرية وقلاعها التي تقف شامخة في أرجاء السلطنة. وقد اختيرت مسقط عاصمة للتراث والثقافة الإسلامية عام 2006م،. من المواقع المهمة :

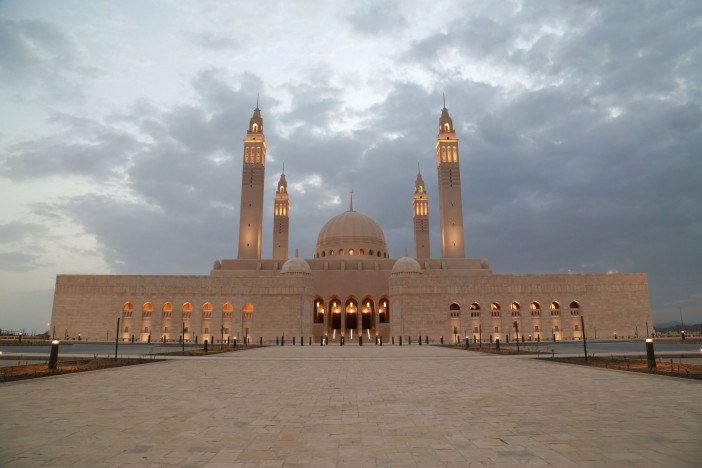
مسجد السلطان قابوس الأكبر في العاصمة العمانية مسقط

- مسجد السلطان قابوس الأكبر في العاصمة العمانية مسقطقلعة الجلالي

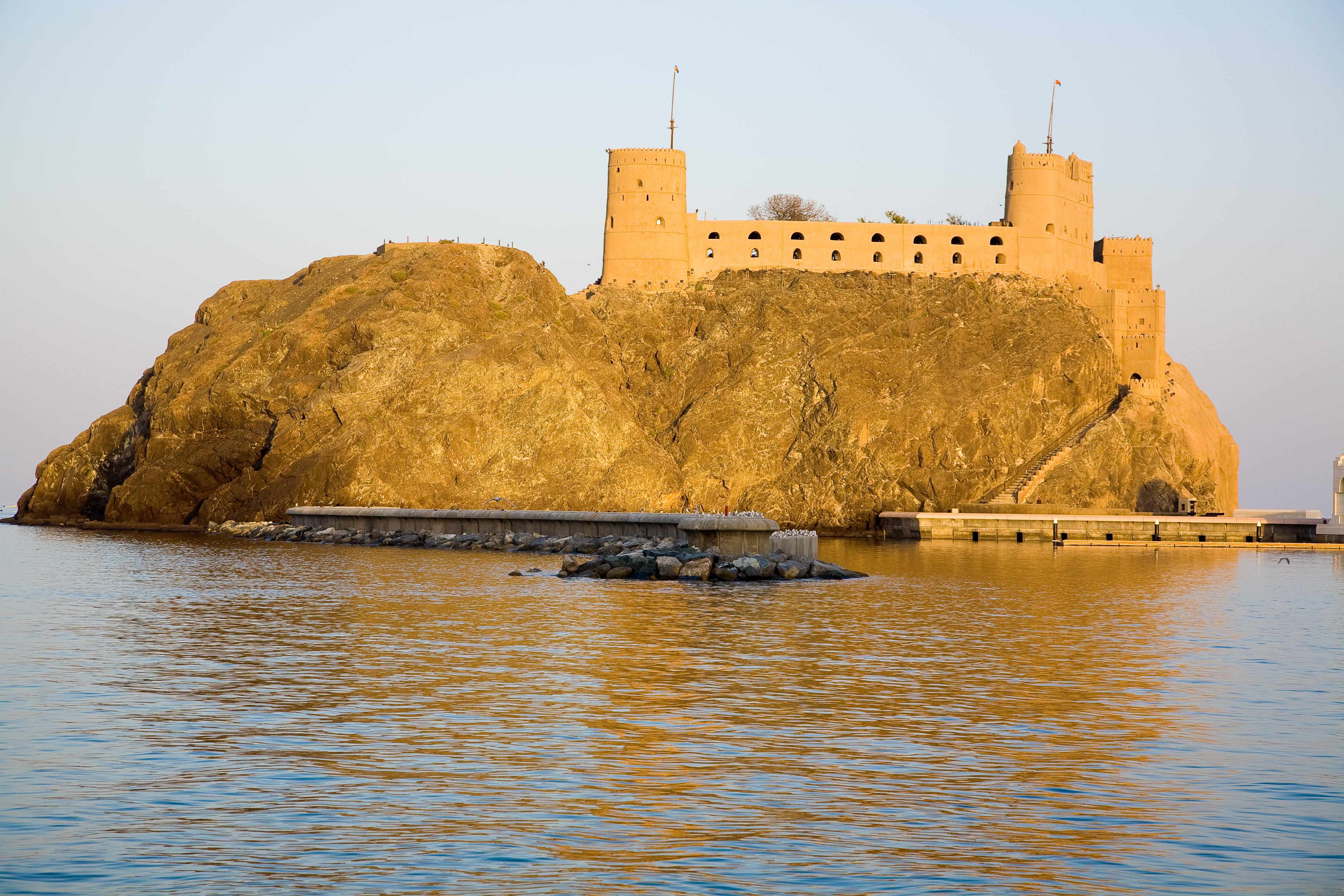
قلعة الجلالي، مسقط عمان

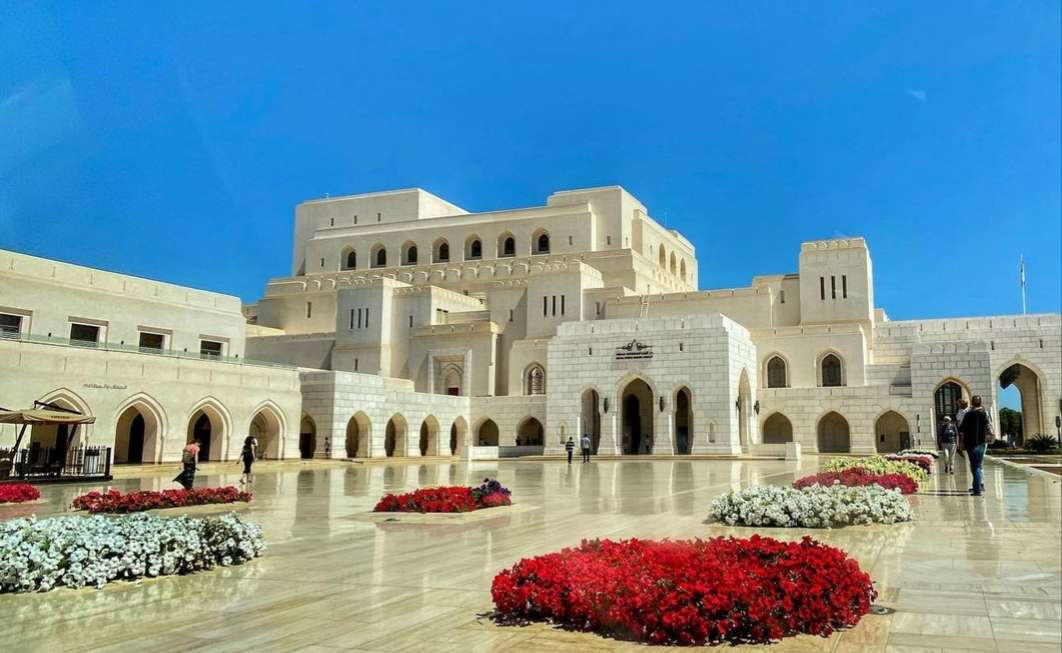
أوبرا مسقط

- قلعة الميراني [18]
- أوبرا مسقط
- مسجد السلطان قابوس

## الجغرافيا
توجد مسقط في شمال شرقي عمان على ساحل بحر عمان، شمالا من مدار السرطان. تُحيط جبال الحِجر بالمدينة من الجنوب وتمتد سهول الباطنة غربها. ومياه الخليج بجهة مسقط عميقة جداًّ، وفيها ميناءان طبيعيان: ميناء مسقط وميناء مطرح؛ اللذان هما من أكبر المرافئ الطبيعية في العالم.
شارع السلطان قابوس هو الشارع الرئيسي في مسقط، ويمتد من المطار الدولي في الغرب إلى الوطية شرقاً. مطرح يوجد في شمال غرب المدينة وفيه ميناء قابوس و«الكورنيش». وتشمل المناطق الساحلية الأخرى في مسقط: دارسيت، وميناء الفحل، ورأس الحمراء، ومرتفعات القرم، والخوير، والسيب. وتشمل المناطق السكنية والتجارية في المناطق الداخلية الأخرى الحمرية والوادي الكبير وروي والوطية ومدينة السلطان قابوس والعذيبة والغبرة وبوشر والعامرات وقريات والخوض والمعبيلة.

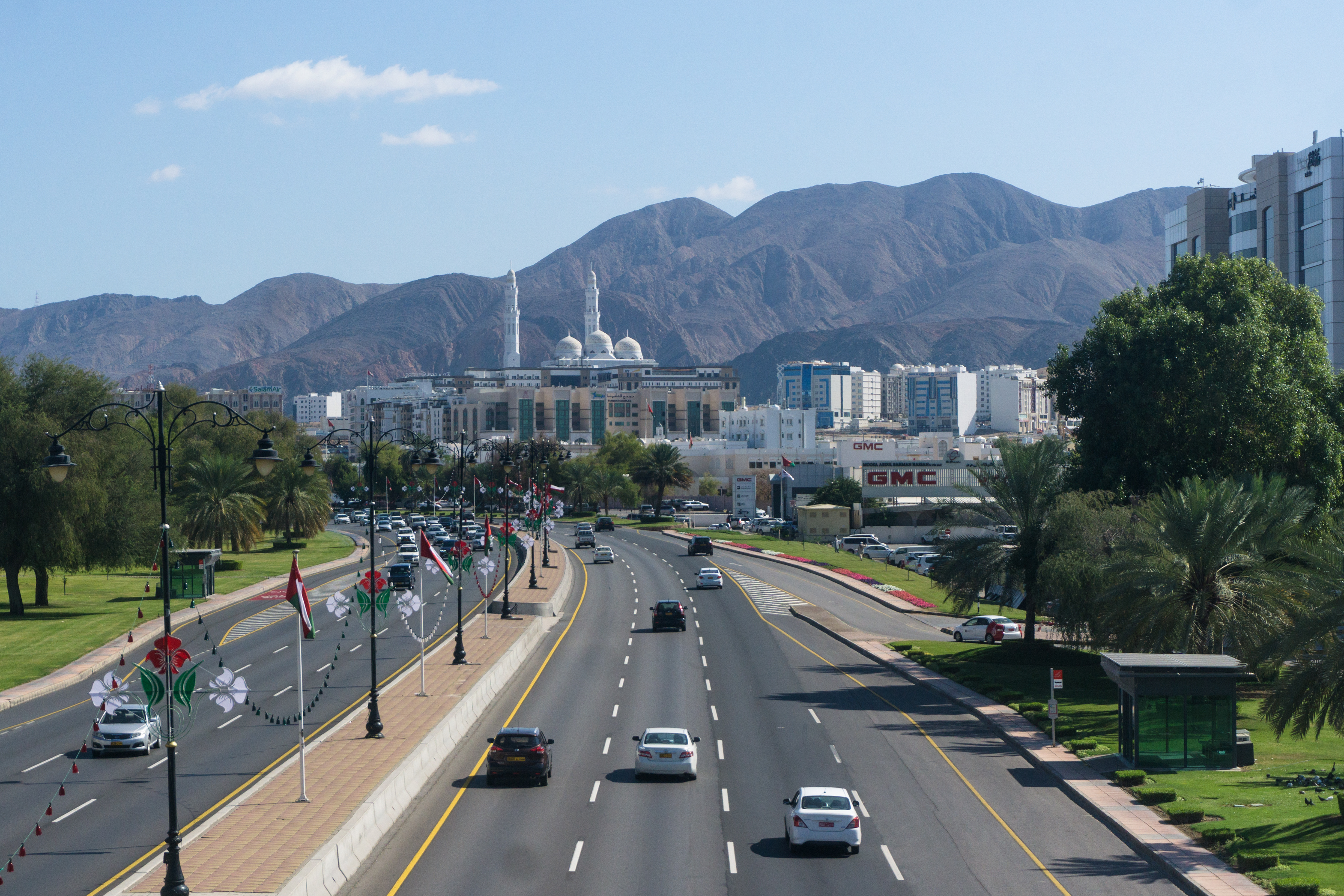
شارع السلطان قابوس بمسقط، عمان

أرض مسقط سبخة وتعيش فيها نباتات ملحية. والشعب المرجانية شائعة في مسقط كما في كل ساحل عمان والمرجان تتركز في خلجان بر الجصة والخيران. الحيوانات البحرية الأخرى — تشمل السرطان وجراد البحر والاسماك — شائعة في مسقط أيضا.

## المناخ
تتميز مسقط بمناخ حار وجاف في معظم أيام السنة، حيث تطول أيام فصل الصيف وتقل بذلك أيام الشتاء الدافئ نسبيًا، يتراوح معدل هطول الأمطار في معدل 10 سم (4 بوصات) في أشهر الشتاء من منتصف نوفمبر إلى منتصف مارس، شهدت مسقط في السنوات الاخيرة احداثا مناخية شهدها بحر العرب أنتجت هطول أمطار غزيرة مما أثر على المدينة بكميات مياه كبيرة، من أهم الاحداث المناخية إعصار جونو في يونيو 2007، وإعصار فيت في يونيو 2010 حيث تجاوزت كمية الأمطار 100 مم في غضون يوم واحد.
تصل درجات الحرارة في الصيف إلى ما فوق 45 درجة سيليزية (113 فهرنهايت)، مع رطوبة تصل إلى 40-60%.
| البيانات المناخية لـMuscat        | البيانات المناخية لـMuscat | البيانات المناخية لـMuscat | البيانات المناخية لـMuscat | البيانات المناخية لـMuscat | البيانات المناخية لـMuscat | البيانات المناخية لـMuscat | البيانات المناخية لـMuscat | البيانات المناخية لـMuscat | البيانات المناخية لـMuscat | البيانات المناخية لـMuscat | البيانات المناخية لـMuscat | البيانات المناخية لـMuscat | البيانات المناخية لـMuscat |
| الشهر                             | يناير                      | فبراير                     | مارس                       | أبريل                      | مايو                       | يونيو                      | يوليو                      | أغسطس                      | سبتمبر                     | أكتوبر                     | نوفمبر                     | ديسمبر                     | المعدل السنوي              |
| --------------------------------- | -------------------------- | -------------------------- | -------------------------- | -------------------------- | -------------------------- | -------------------------- | -------------------------- | -------------------------- | -------------------------- | -------------------------- | -------------------------- | -------------------------- | -------------------------- |
| الدرجة القصوى °م (°ف)             | 34.2 (93.6)                | 37.0 (98.6)                | 41.4 (106.5)               | 44.0 (111.2)               | 47.0 (116.6)               | 48.3 (118.9)               | 49.2 (120.6)               | 46.8 (116.2)               | 43.6 (110.5)               | 42.0 (107.6)               | 37.8 (100.0)               | 33.0 (91.4)                | 49.2 (120.6)               |
| متوسط درجة الحرارة الكبرى °م (°ف) | 23.5 (74.3)                | 26.1 (79.0)                | 29.8 (85.6)                | 34.7 (94.5)                | 37.5 (99.5)                | 38.4 (101.1)               | 36.6 (97.9)                | 35.2 (95.4)                | 35.3 (95.5)                | 34.0 (93.2)                | 29.5 (85.1)                | 27.1 (80.8)                | 32.3 (90.2)                |
| المتوسط اليومي °م (°ف)            | 19.4 (66.9)                | 21.9 (71.4)                | 24.8 (76.6)                | 28.7 (83.7)                | 32.3 (90.1)                | 35.5 (95.9)                | 34.0 (93.2)                | 32.3 (90.1)                | 30.4 (86.7)                | 29.5 (85.1)                | 24.7 (76.5)                | 22.0 (71.6)                | 28.0 (82.3)                |
| متوسط درجة الحرارة الصغرى °م (°ف) | 15.3 (59.5)                | 17.6 (63.7)                | 19.7 (67.5)                | 22.7 (72.9)                | 27.1 (80.8)                | 30.6 (87.1)                | 29.4 (84.9)                | 28.4 (83.1)                | 25.5 (77.9)                | 24.9 (76.8)                | 19.9 (67.8)                | 16.9 (62.4)                | 23.2 (73.7)                |
| أدنى درجة حرارة °م (°ف)           | 11.5 (52.7)                | 12.5 (54.5)                | 14.4 (57.9)                | 17.5 (63.5)                | 19.6 (67.3)                | 24.5 (76.1)                | 25.0 (77.0)                | 23.3 (73.9)                | 23.0 (73.4)                | 17.5 (63.5)                | 14.3 (57.7)                | 14.4 (57.9)                | 11.5 (52.7)                |
| الهطول مم (إنش)                   | 25.8 (1.02)                | 24.5 (0.96)                | 15.9 (0.63)                | 17.1 (0.67)                | 7.0 (0.28)                 | 0.9 (0.04)                 | 0.2 (0.01)                 | 0.8 (0.03)                 | 0.0 (0.0)                  | 1.0 (0.04)                 | 6.8 (0.27)                 | 13.3 (0.52)                | 113.3 (4.47)               |
| متوسط الرطوبة النسبية (%)         | 63                         | 64                         | 58                         | 45                         | 42                         | 49                         | 60                         | 67                         | 63                         | 55                         | 60                         | 65                         | 58                         |
| ساعات سطوع الشمس الشهرية          | 268.6                      | 244.8                      | 278.3                      | 292.5                      | 347.4                      | 325.7                      | 277.7                      | 278.6                      | 303.9                      | 316.9                      | 291.9                      | 267.0                      | 3٬493٫3                    |
| [بحاجة لمصدر]                     |                            |                            |                            |                            |                            |                            |                            |                            |                            |                            |                            |                            |                            |

## مشاهير
- ماهيش بوباثي (ولد 1974)، لاعب تنس هندي، درس في مدرسة الهندي، مسقط
- آيلا فيشر (ولدت 1976)، الممثلة الأسترالية، ولدت لأبوين الإسكتلندي وعاشت في أستراليا

## معرض للصور

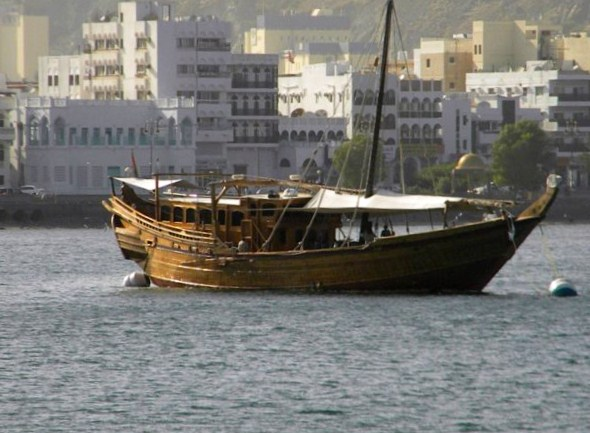
داو تقليدي في ميناء مسقط
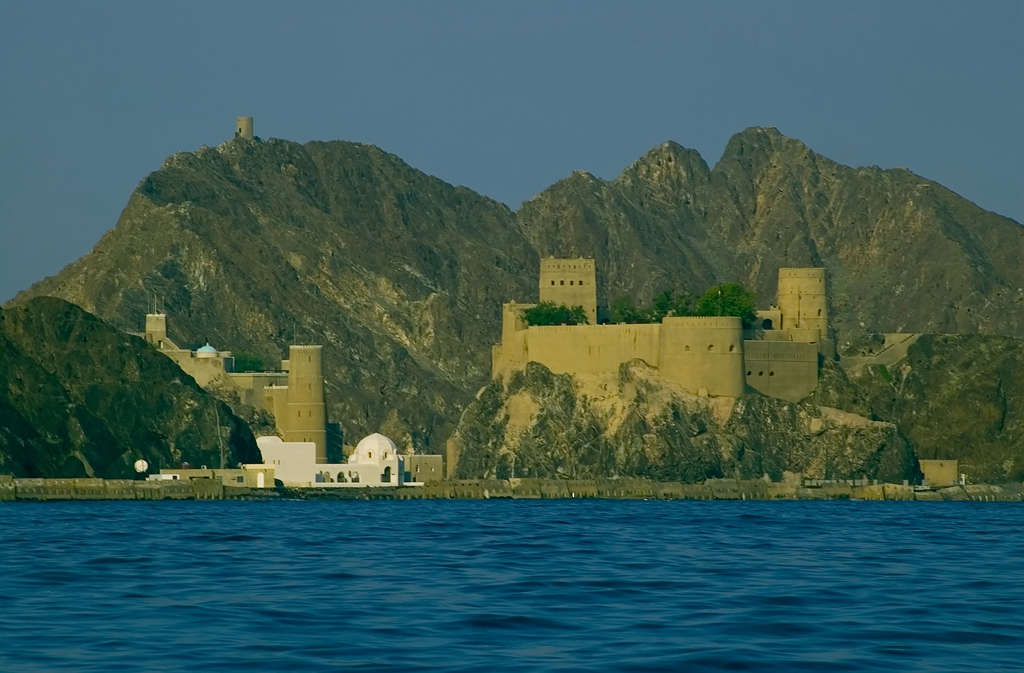
قلعة الجلالي وحصن الميراني
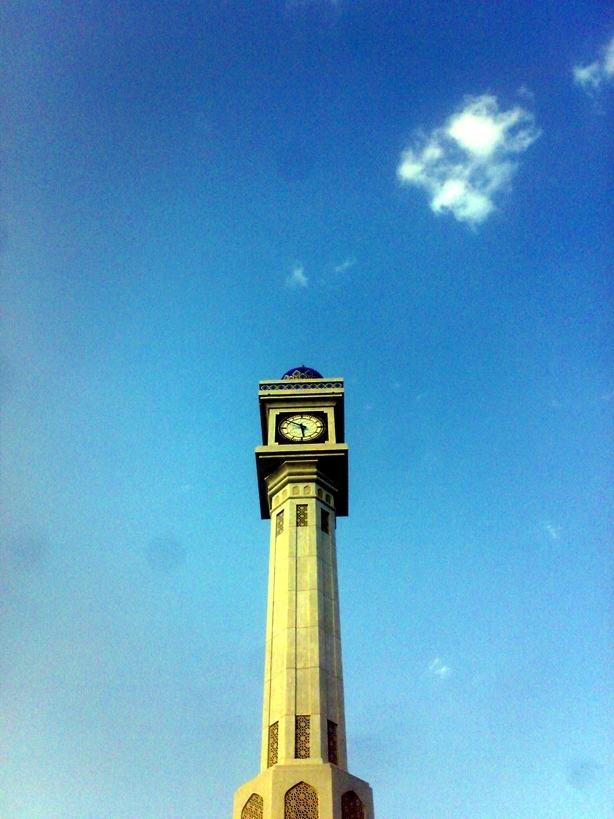
برج الساعة مسقط، اقدم نصب معاصر في مسقط ورمز تنميتها
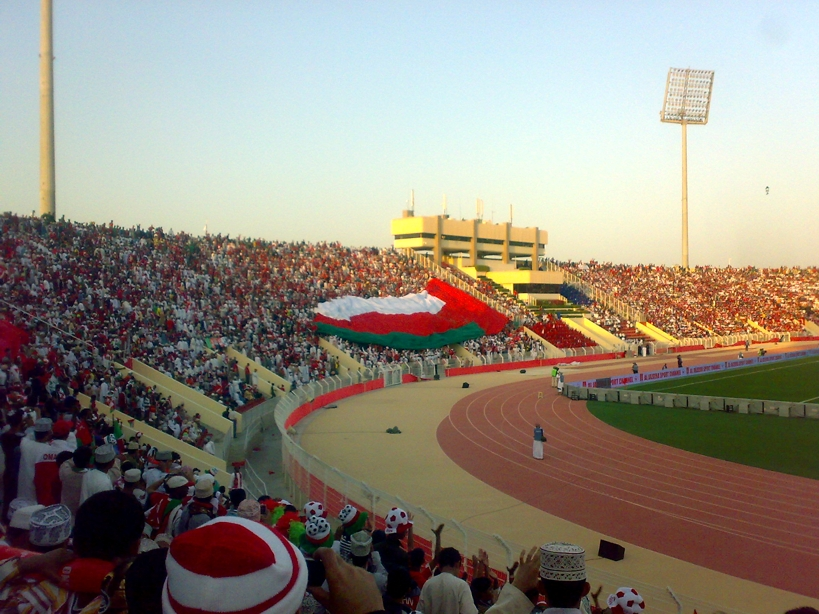
الكاس الخليجية التاسعة عشر في مسقط
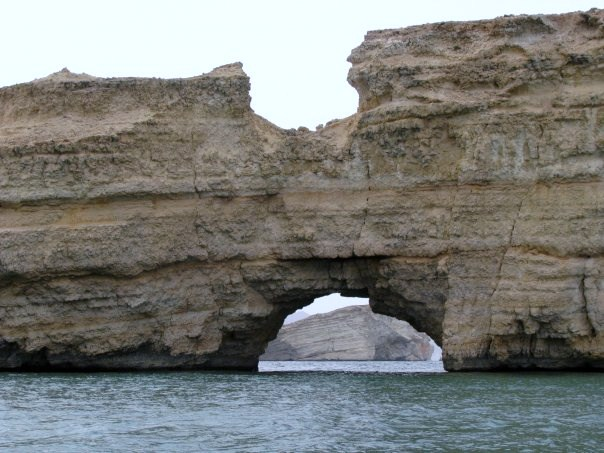
شواطئ ومنحدرات مسقط تجذب سياحيين من كل إنحاء العالم
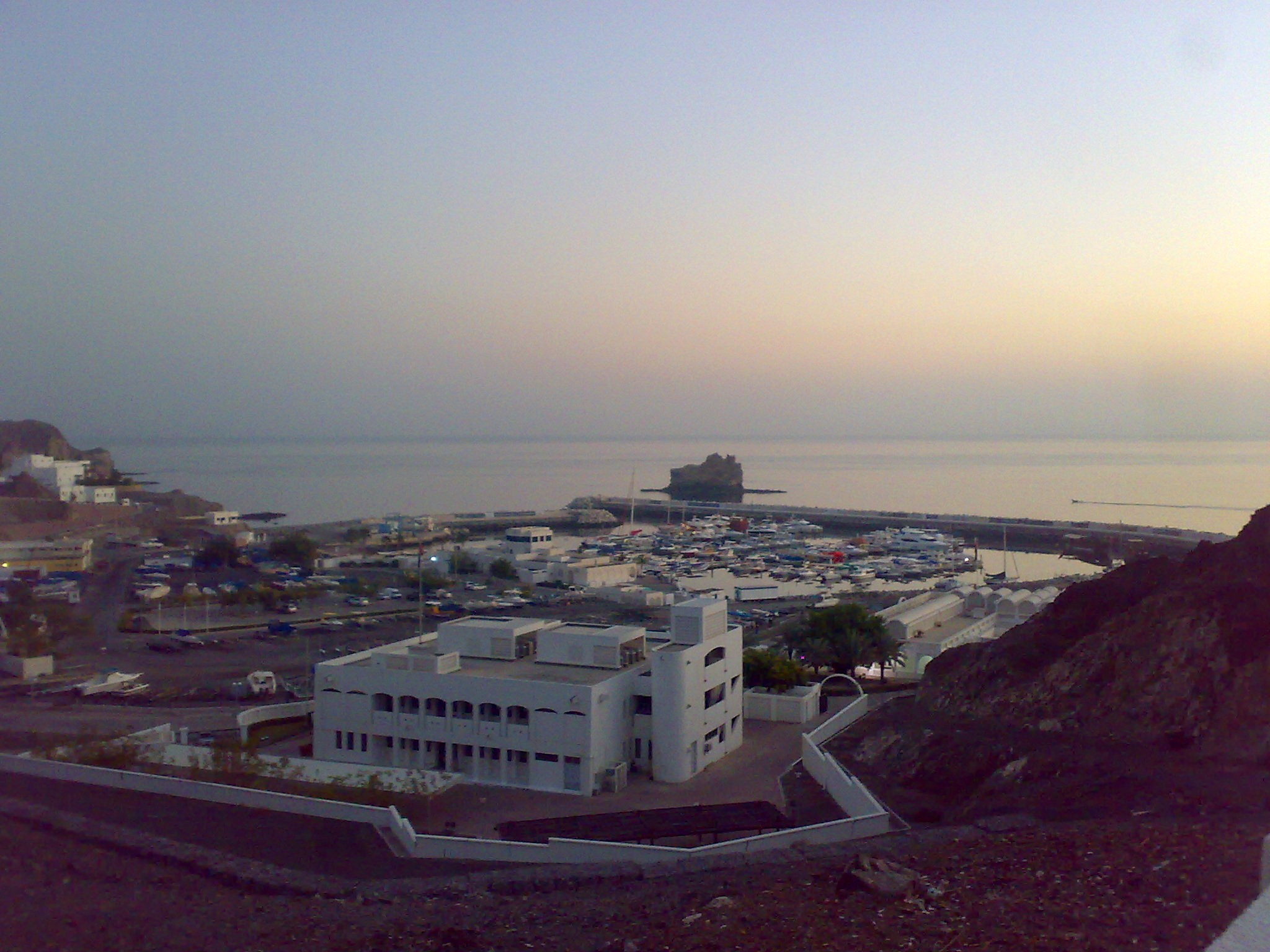
نادي الزوارق بمسقط
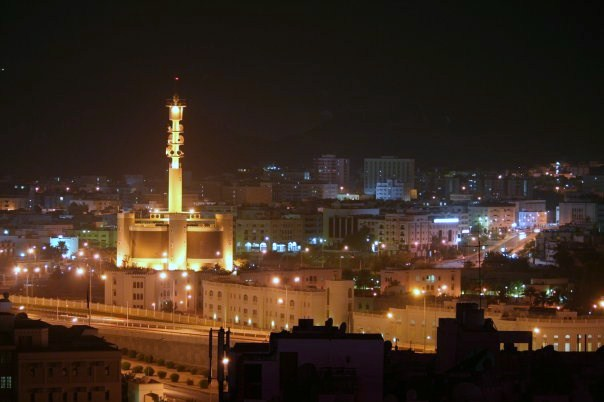
مقر شركة عمانتال للاتصالات مضاء
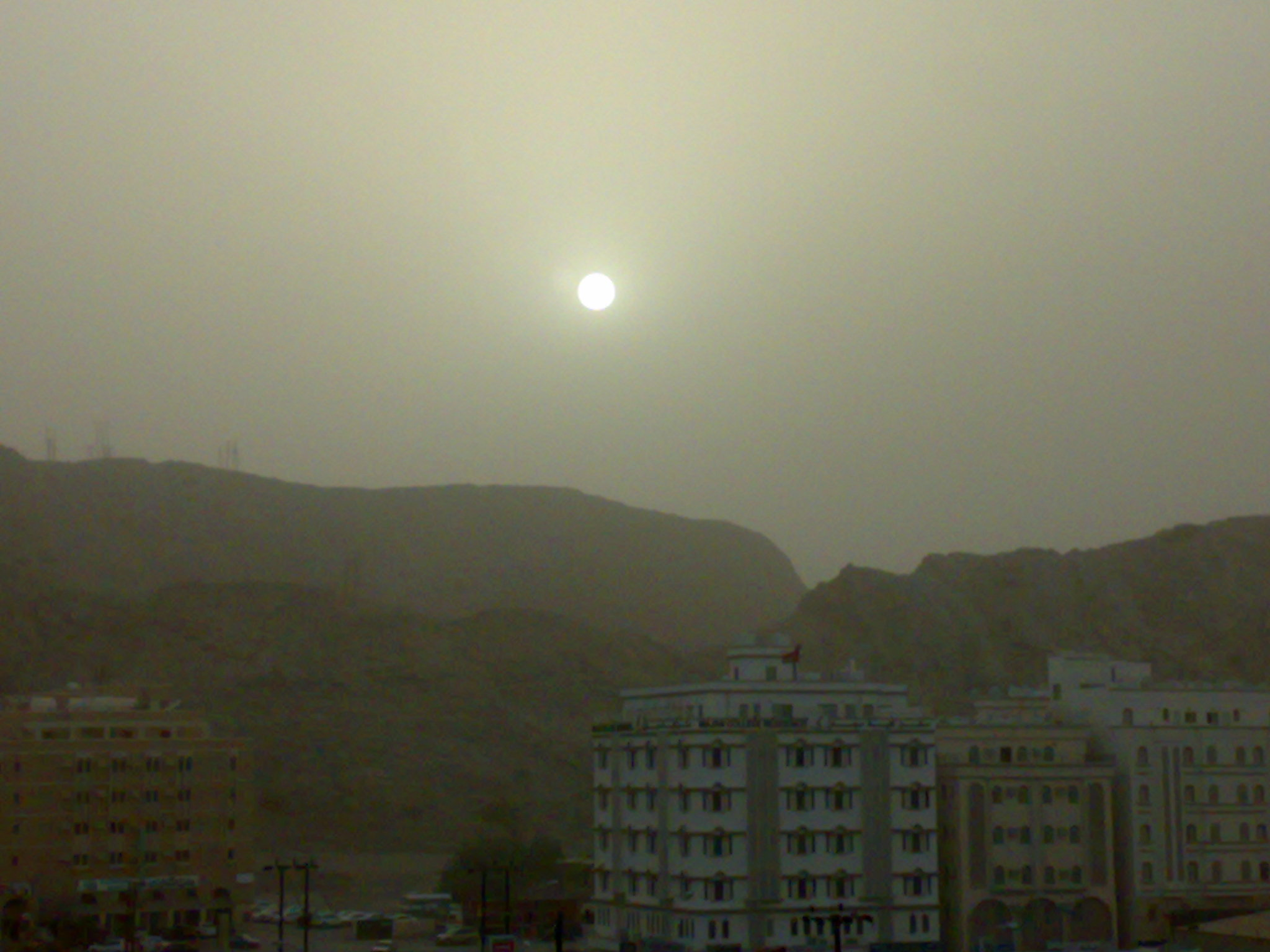
عاصفة رملية من المظاهر النادرة في مسقط
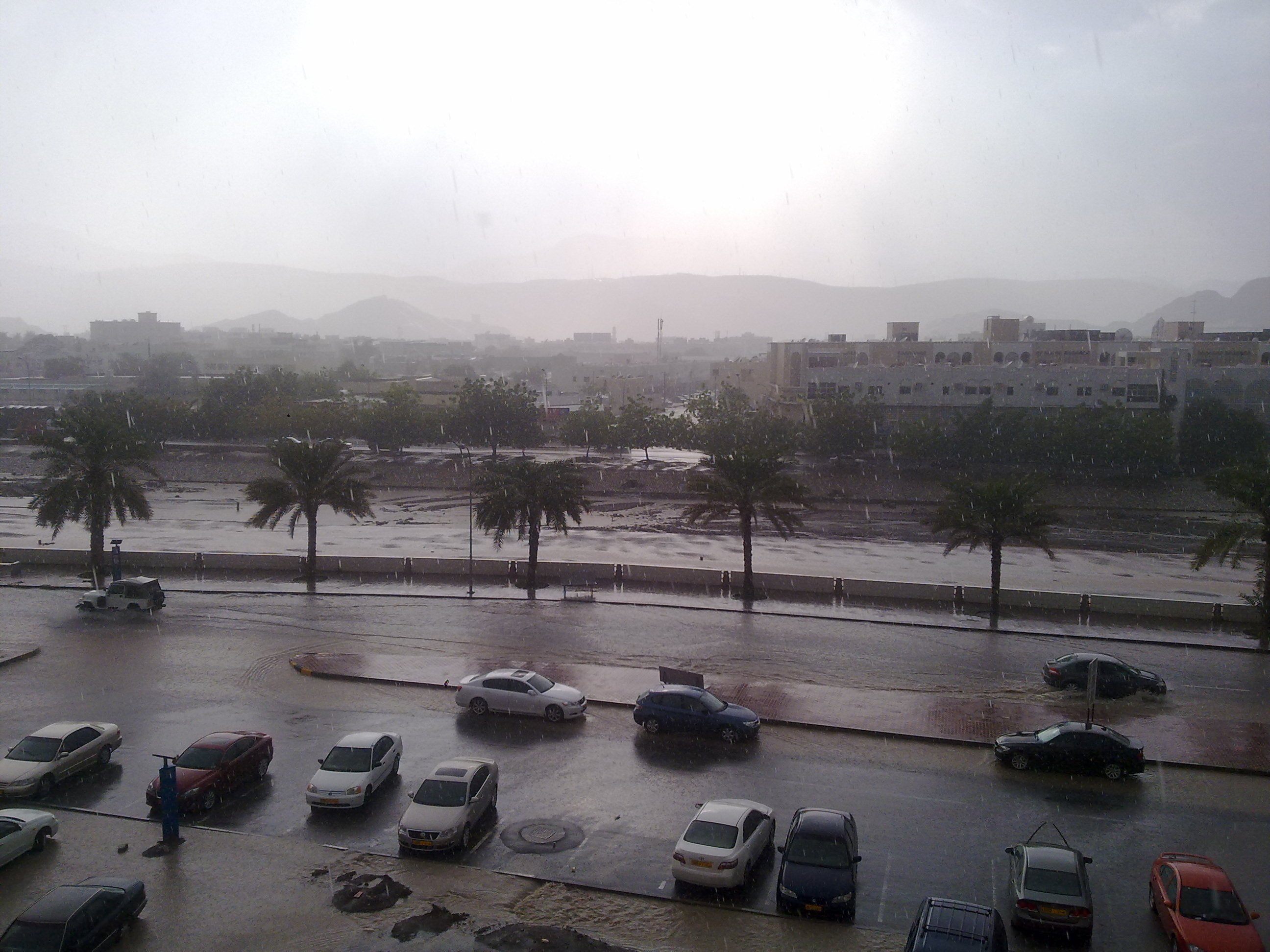
جو ماطر في مسقط
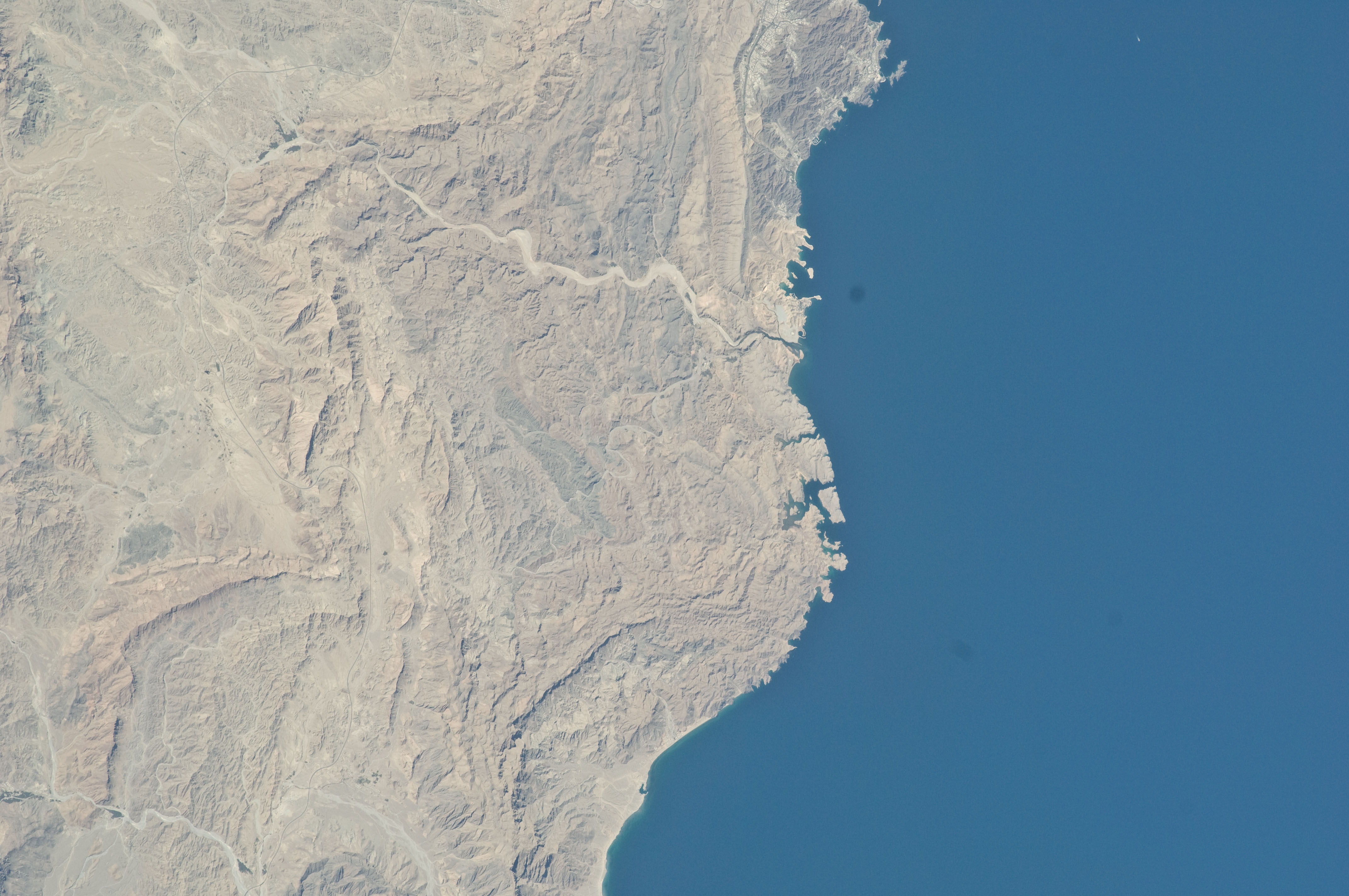
صورة لمسقط من الساتل
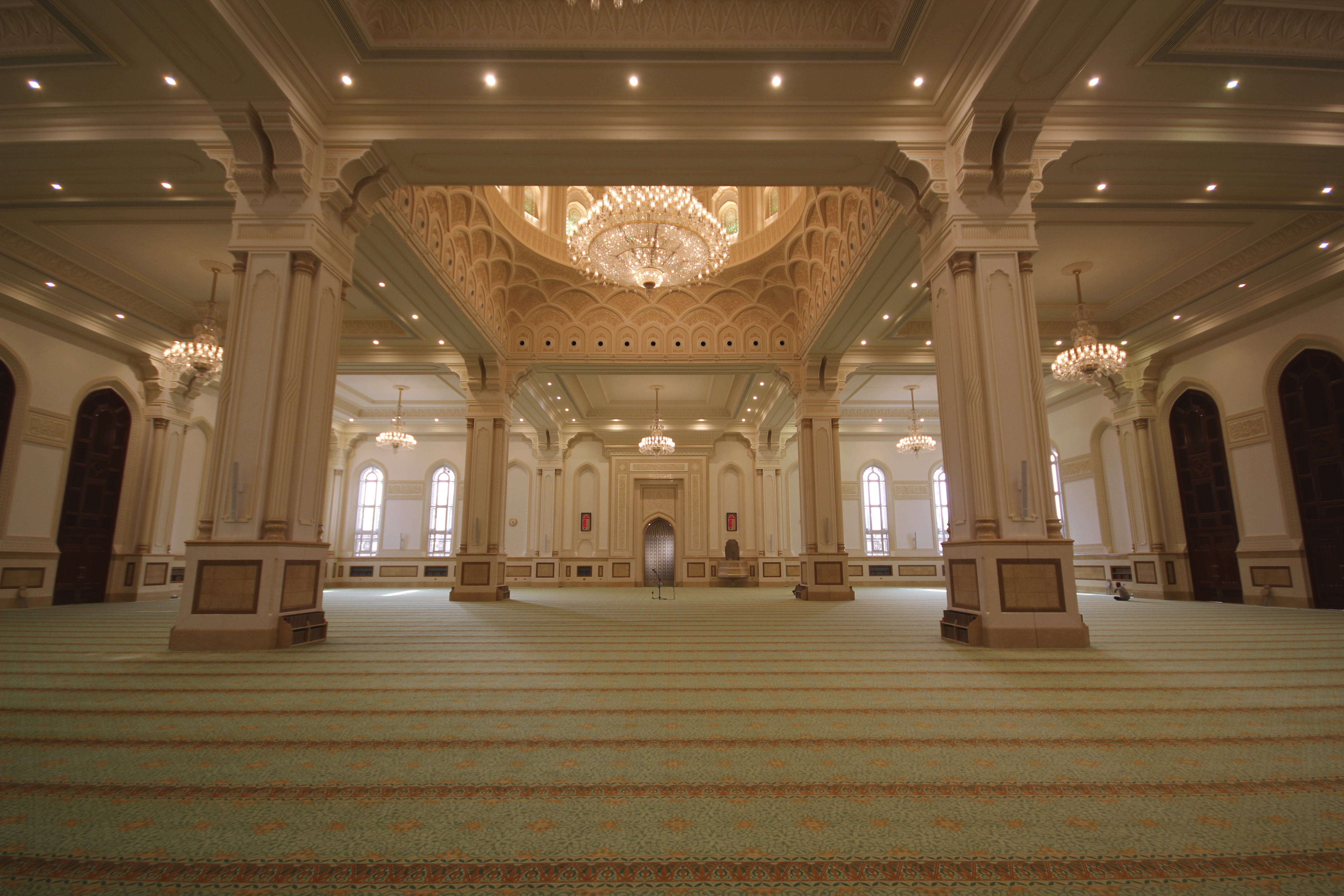
مسجد السلطان قابوس الأكبر في العاصمة العمانية مسقط
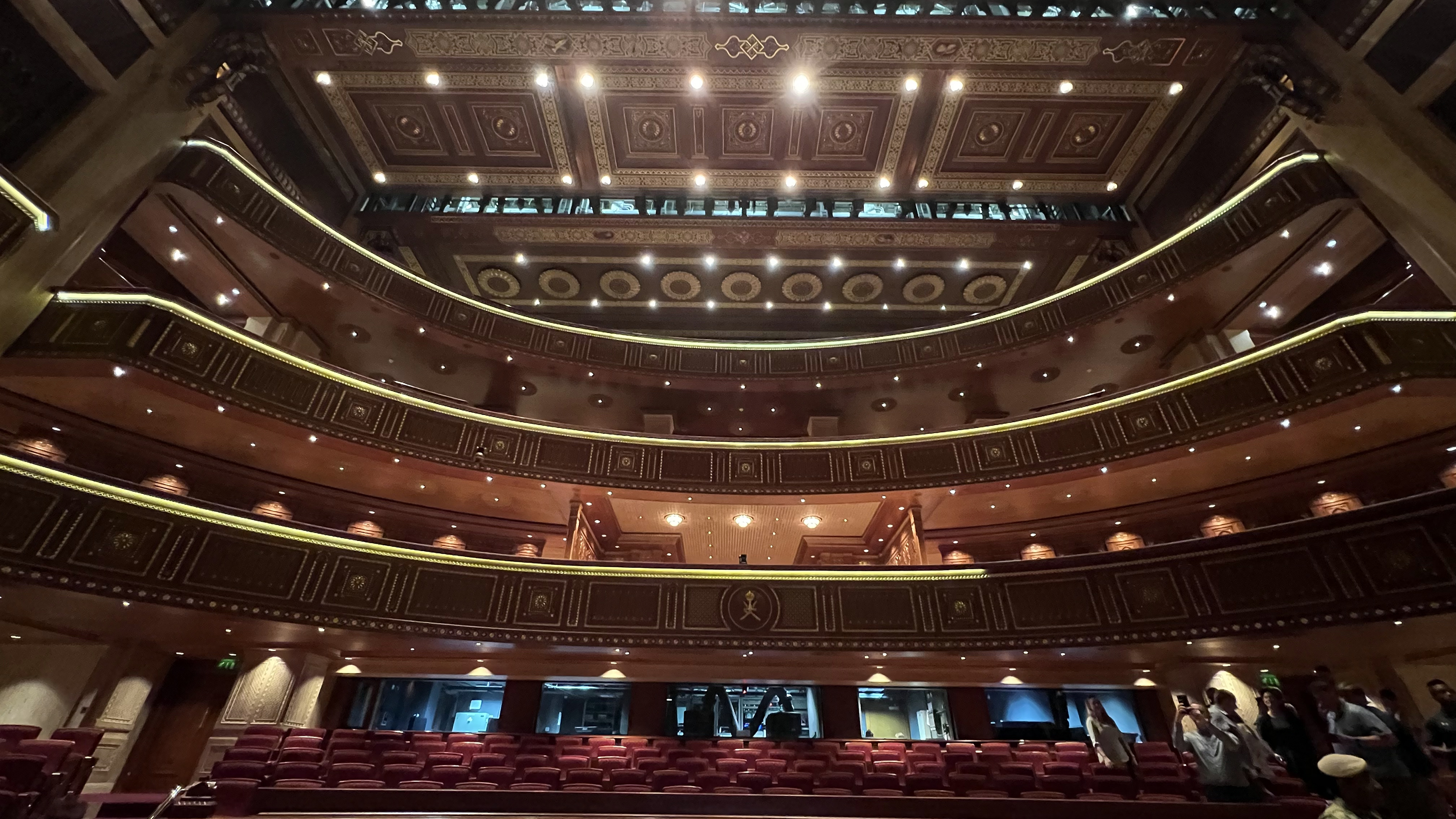
دار الأوبرا مسقط